# Аннаполис-Ройал
Аннаполис-Ройял  — первое поселение французов в Северной Америке (Новая Франция).
Самюэль де Шамплен в 1605 году основал под названием Пор-Рояль примерно в 8 км от современного места. Оно стало столицей региона Акадия, а также центром рыболовства и пиратства. В 1613 г. старое поселение разрушили англичане (в XX веке там был создан музей под открытым небом), и вскоре после этого французы построили новое поселение на месте современного города Аннаполис-Ройал.
По стратегическим соображениям порт неоднократно атаковали англичане, и в конце концов овладели им в 1710 году, хотя французы предпринимали попытки вернуть порт под свой контроль. Переименован в честь королевы Анны. Был столицей Новой Шотландии до основания Галифакса в 1749 году. В настоящее время — небольшой город и туристическая достопримечательность.
В реконструированном старинном посёлке Форт-Анн (англ. Fort Anne) туристов встречают сотрудники музея в старинных костюмах.

## Известные жители
Роуз Форчун (англ. Rose Fortune; 13 марта 1774 года — 20 февраля 1864 года) — афроамериканка, прибывшая в Аннаполис-Ройал в числе чернокожих лоялистов. Считается первой женщиной-полицейским Канады, потому что ввела комендантский час для обеспечения безопасности на улицах в ночное время.